# Macromia cupricincta
Macromia cupricincta – gatunek ważki z rodziny Macromiidae.